# 어깨올림근

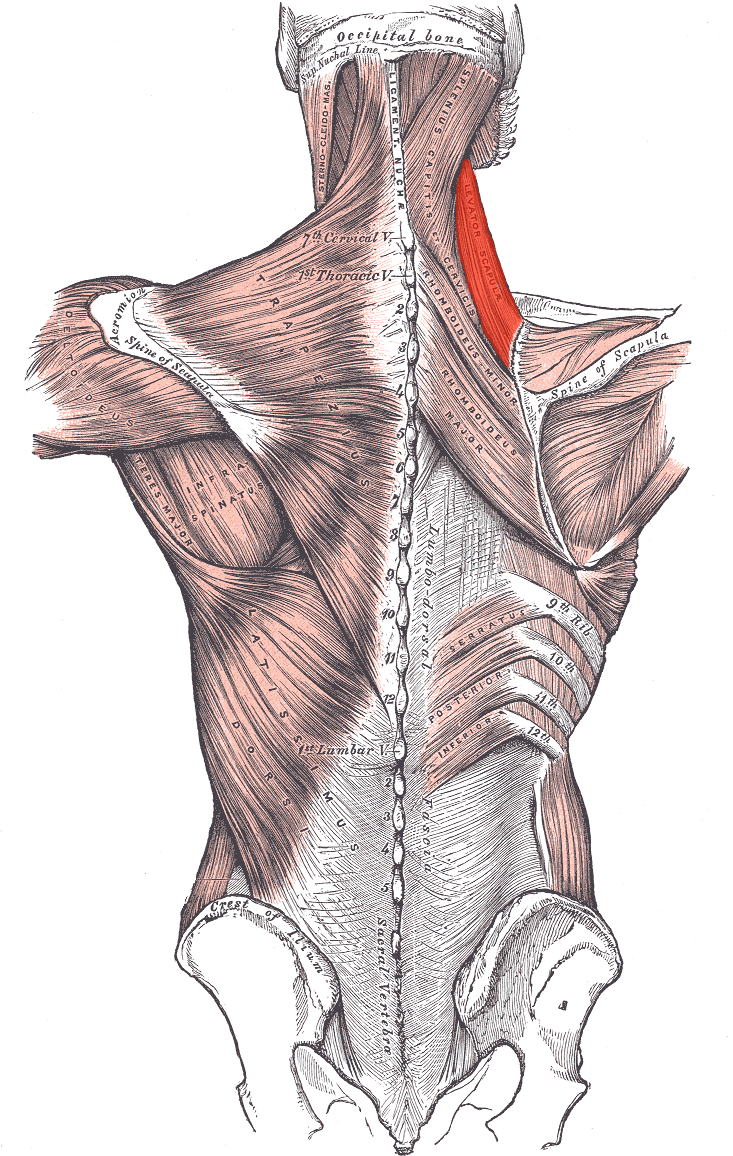
상지(upper extremity)와 척주(vertebral column)를 연결하는 근육(우상부 목에 보이는 견갑거근)

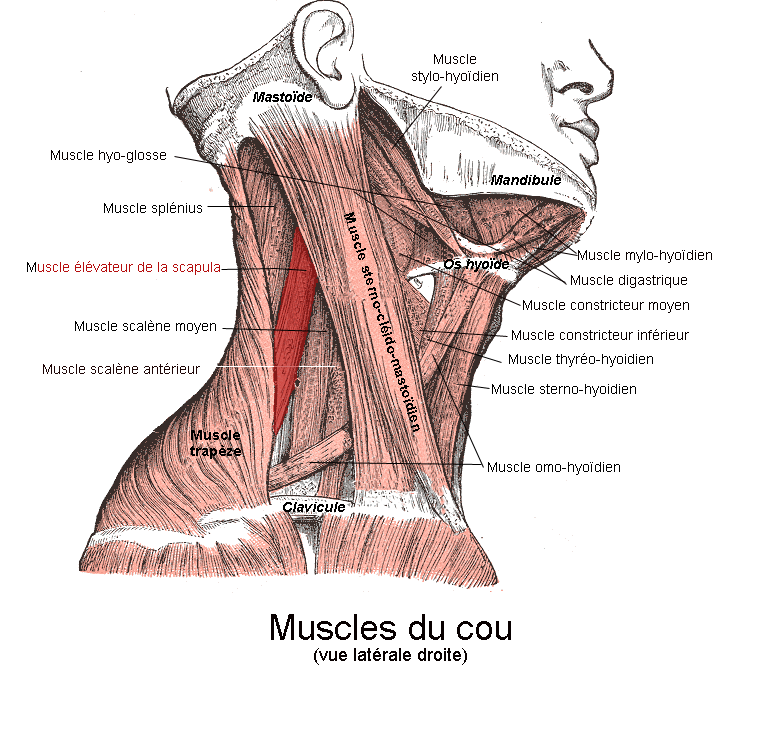
목근육(중좌부에 견갑거근)

견갑거근(肩胛擧筋, levator scapulae, 어깨올림근)은 등과 목 옆에 위치한 골격근(skeletal muscle)이다. 라틴어 이름 그대로 견갑골(scapula)을 들어올리는 근육이다.

## 구조
견갑거근은 경추(cervical vertebrae) 1~4번 횡돌기(transverse process) 후방결절(posterior tubercle)에서 시작한다. 근육은 상각(superior angle)에서부터 척추 접합점(junction of spine)과 척추 견갑골 내측연(內側緣, medial border)에 해당하는 척추 견갑골 내측연으로 만입된다.
견갑골은 흉쇄유돌근(sternocleidomastoid muscle) 깊은 곳에 기시점(origin)을 두고 있고, 두판상근(splenius capitis) 깊은 곳 혹은 인근에 기시점과 중간부위(mid-portion)가 있으며, 하부부위(lower portion)는 승모근(trapezius) 깊은 곳에 있다.

### 관계
목 후방삼각(posterior triangle of the neck)의 판(floor) 안에 있는 근육들 중 하나인 견갑거근 상부부위(superior part of levator scapulae)는 흉쇄유돌근으로 덮여있고, 하부부위(inferior part)는 승모근으로 덮여 있다. 전면은 사각근(scalenus medius)으로 엮여있고, 후면은 경판상근(splenius cervicis)으로 엮여있다. 척추부신경(spinal accessory nerve)은 견갑거근 중간부위(middle part)에서 외측으로 가로지르고, 견갑배신경(dorsal scapular nerve)은 그 깊은 곳에 놓여있거나 그것을 관통해 지나간다.

### 변형
부착 숫자는 다양하다. 전단(slip, 골반의 수직 이동)은 후두부(occipital)나 유양돌기(mastoid)에까지, 승모근(trapezius), 사각근(scalene)이나 전거근(serratus anterior), 혹은 늑골 1~2번에까지 미친다. 근육은 기시점(origin)에서 정지점(insertion)까지 여러 구분된 부위들로 나뉜다. 상경추(upper cervical vertebrae) 1번 혹은 2번 횡돌기로부터 쇄골외단(outer end of the clavicle)까지의 쇄골거근(鎖骨擧筋, Levator claviculae, 혹은 cleidocervicalis)은 하등동물(lower animal) 근육과 일치한다. 전거근(serratus anterior)과도 약간 결합되어 있다.

### 신경공급
견갑거근에는 제3,4 경신경(cervical nerves)의 2~3가지 지맥이 공급되어 있고, 견갑배신경(dorsal scapular nerve)으로부터 뻗어 나온 지맥이 자주 공급한다.

### 혈액공급
견갑거근에는 견갑배동맥(dorsal scapular artery)이 혈액을 공급한다. 보통 이 동맥은 외측을 향하여 견갑골 극상와(supraspinatus fossa)로 지나가는 작은 지맥 하나가 있다. 1/3 가량은 이 지맥이 근육에 혈액을 공급한다. 견갑배동맥이 횡경동맥(transverse cervical artery)으로부터 나오는 경우, 모체인 횡경동맥은 분리되는데, 견갑배동맥이 내측으로 흐르지만, 횡경동맥은 외측으로 흐른다.

## 기능
척추가 고정되면 견갑거근은 견갑골을 올리고 견갑골 하각(inferior angle)을 내회전(medial rotation)시킨다. 능형근(rhomboids)과 대흉근(pectoralis minor)과 협동하여 견갑골의 하방회전(downward rotation)을 수행하기도 한다.
어깨 한쪽을 한 번에 들어올리거나 회전시키는 것에는 경추를 안정화하고 움직이지 못하게 하여 경추가 굴곡(flex)하거나 회전하지 못하게 하는 근육이 필요하다. 양쪽 경추 기시점 위에서 같은 양의 견인력으로 양쪽 어깨를 동시에 들어올리면, 이러한 힘들을 상쇄할 것이다.
척추를 들어올리는 또다른 근육으로 상방회전근(upward rotator)인 승모근 상부섬유(upper fiber of the trapezius)들이 동시수축하여 하방회전은 불가능하게 된다.
어깨가 고정되면, 견갑고근은 같은 방향으로 회전하여 경추를 외측굴곡(lateral flexion)한다. 양 어깨가 고정되면, 견갑거근 양쪽이 같은 힘의 양으로 동시수축하는 것이 외측굴곡이나 외측회전(lateral rotation)을 발생시키지 못하며, 경추의 직굴곡(straight flexion)이나 직신전(straight extension)을 발생시킨다.

## 동물
어깨근육은 세 단위로 나뉠 수 있다. 견갑상완골군(scapulohumeral group), 축상완골군(axiohumeral group), 축견갑골군(axioscapular group)이 그것이다. 견갑거근은 대능형근(rhomboid major), 소능형근(rhomboid minor), 전거근(serratus anterior), 승모근(trapezius)과 함께 축상완골군의 일부를 구성한다. 승모근은 분리되어 발달하지만, 나머지 세 근육은 늑골 제1-8번 혹은 1-10번으로부터, 그리고 늑골 상동기관인 경추 횡돌기로부터 발달한다. 전거근은 이 세 근육의 기본단위(basal unit)를 형성하였다. 고위 영장류에서는, 근위섬유(proximal fiber)와 원위섬유(distal fiber)의 집결, 그리규 중간섬유(intermediate fiber)의 급진적인 감소를 통하여, 전거근과 견갑골 두 근육으로 분리되어 진화하였다. 견갑골의 두개골 이탈(cranial displacement)과 관련된 섬유들이 견갑거근이 되었다.

## 같이 보기
- 근육
- 근육계통
- 인체 골격근 목록
- 인체 뼈 목록
- 인체 신경 목록
- 해부학 용어
  - 근육에 대한 해부학 용어
  - 운동에 대한 해부학 용어
  - 위치에 대한 해부학 용어

### 근육
- 능형근
- 대흉근
- 상완삼두근
- 상완이두근
- 승모근
- 전거근

### 운동
- 랫풀다운
- 턱걸이